# Maman (film, 2012)
Pour les articles homonymes, voir Maman.
Pour plus de détails, voir Fiche technique et Distribution.
Maman est un film français réalisé par Alexandra Leclère, sorti en 2012.

## Synopsis
Alice (Marina Foïs) et Sandrine (Mathilde Seigner) sont deux sœurs. La première est mariée à Serge (Serge Hazanavicius), agent immobilier, et propose des cours de piano pour occuper ses journées. La seconde a deux fils, Thomas et Nicolas, travaille dans une agence de publicité et couche occasionnellement avec son directeur financier, Erwan de Kerdoec (Michel Vuillermoz). Ces deux femmes à la routine établie vont soudain être confrontées à un violent impondérable : leur mère arrive de Lyon, avec l'intention de s'installer à Paris à la suite d'un divorce houleux. Cette même mère qu’elles avaient fuie 20 ans auparavant, cette mère sans amour qui ne s'était jamais occupée d'elles et qui n'avait jamais cherché à les recontacter. Les retrouvailles, tumultueuses, poussent Alice et Sandrine à frapper un grand coup : elles font absorber des somnifères à leur mère qu'elles kidnappent et séquestrent dans la maison d'Erwan, en Bretagne. Leur objectif est très clair : régler leurs comptes, et obliger cette mère indigne et odieuse à les aimer.

## Fiche technique
- Réalisation : Alexandra Leclère
- Scénario : Alexandra Leclère et Frédérique Moreau
- Photographie : Laurent Brunet
- Musique : Grégoire Hetzel
- Son : Didier Sain
- Décors : Olivier Radot
- Costumes : Jacqueline Bouchard
- Montage : Andrea Sedlackova
- Société de production : Les Films du Worso, en association avec la SOFICA Cinémage 6
- Budget : 7 860 000 euros[1]
- Genre : comédie dramatique
- Durée : 88 min
- Pays de production :  France
- Date de sortie :
  - France : 9 mai 2012

## Distribution
- Mathilde Seigner : Sandrine, employée dans une agence de publicité
- Marina Foïs : Alice, professeure de cours particulier de piano
- Josiane Balasko : mère de Sandrine et d'Alice
- Serge Hazanavicius : Serge, époux d'Alice, agent immobilier
- Michel Vuillermoz : Erwan de Kerdoec, amant de Sandrine, directeur financier
- Thomas Gérard : Thomas, fils de Sandrine
- Mathieu Rousseau : Nicolas, fils de Sandrine
- Arnaud Vallens (en) : Un homme à la gare

## Production

### Tournage
Le film a été tourné en Bretagne dans la presqu'île de Crozon.